# Coral Bay
Coral Bay (lett. "Baia dei coralli") è un villaggio costiero dell'Australia Occidentale, situato circa 1200 km a nord di Perth, nella regione di Gascoyne.

## Descrizione
Le attività economiche principali sono il turismo, seguito dalla pesca. Presso il villaggio vi sono delle barriere coralline che si estendono lungo la costa e che danno il nome al luogo.
In particolare, la costa di Ningaloo è un rinomato sito per le immersioni subacquee: vi si possono avvistare mante e squali balena. Da giugno a ottobre è possibile osservare anche la migrazione al largo della costa, delle balene megattere.
L'energia elettrica è fornita ai 207 abitanti di Coral Bay da un generatore misto diesel ed eolico.

## Storia
Il sito di Coral Bay venne avvistato nel 1618 da un marinaio della nave olandese Zeewolf. Poco dopo quell'anno, il capitano Jacobz della Mauritius scese a terra per poco tempo, lasciando poi il sito dato che era lontano da ogni centro abitato e difficilmente colonizzabile dato il clima arido.
I primi europei a instaurare un'attività sul sito furono i membri dell'equipaggio della goletta Maud, che vi gettò l'ancora nel 1884.
Intorno al 1886 vi era un molo e un'area di stoccaggio.
Nel 1915, il villaggio fu chiamato Mauds Landing. Era un punto focale di scambi per lo sviluppo della regione nord-occidentale.
Il nome Coral Bay venne ufficializzato molto più tardi, nel 1968, riprendendo il nome di un hotel costruito lì.